# Раифское озеро
Раифское (также Сумское, Монастырское) — озеро в Зеленодольском районе, Татарстан, Россия. Располагается на территории Раифского участка Волжско-Камского заповедника.
Через озеро протекает река Сумка, по происхождению — карстово-суффозионное.
На берегу озера располагается Раифский Богородицкий монастырь и населенный пункт Местечко Раифа.